# Bitiptém
Bitiptém foi um berbere ativo durante as revoltas berberes na Prefeitura pretoriana da África em meados do século VI. Filho do líder tribal Ifisdaias e aliado dos bizantinos, provavelmente participou junto de seu pai na campanha do governador João Troglita do fim de 546 / começo de 547 que causou a derrota do líder tribal revoltoso Antalas.